# Withania
Withania is een geslacht van planten uit de nachtschadefamilie. Het zijn struiken of meerjarige, kruidachtige planten. Withanoliden zijn de voornaamste chemische componenten van Withania. Er worden circa tien tot twintig soorten onderscheiden, waaronder Withania somnifera en Withania aristata. Ze komen voor van de oostkant van het Middellandse Zeegebied en Afrika tot in Zuidoost-Azië en Oost-Azië.

## Soorten
- Withania adpressa Coss. ex Batt.
- Withania adunensis Vierh.
- Withania aristata (Aiton) Pauquy
- Withania begoniifolia (Roxb.) Hunz. & Barboza
- Withania chamaesarachoides (Makino) Hunz.
- Withania coagulans (Stocks) Dunal
- Withania echinata (Yatabe) Hunz.
- Withania frutescens (L.) Pauquy
- Withania grisea (Hepper & Boulos) Thulin
- Withania heterophylla (Hemsl.) Hunz.
- Withania japonica (Franch. & Sav.) Hunz.
- Withania kweichouensis (Kuang & A.M.Lu) Hunz.
- Withania qaraitica A.G.Mill. & Biagi
- Withania reichenbachii (Vatke) Bitter
- Withania riebeckii Schweinf. ex Balf.f.
- Withania sinensis (Hemsl.) Hunz.
- Withania sinica (Kuang & A.M.Lu) Hunz.
- Withania somnifera (L.) Dunal
- Withania sphaerocarpa Hepper & Boulos
- Withania yunnanensis (Kuang & A.M.Lu) Hunz.